# Teilhauptschule
Die Teilhauptschule umfasste die Klassen 5 und 6 (Teilhauptschule I) bzw. die Klassen 7–9 (Teilhauptschule II) der Hauptschule in Bayern. Die Teilhauptschule I war meist an eine Grundschule angeschlossen.
Sie war auf das dreigliedrige Schulsystem mit einer vierstufigen Realschule (Jahrgangsstufen 7–10) zurückzuführen. An vielen Schulstandorten reichte die Schülerzahl in der fünften und sechsten Klasse aus, aber für die weiteren Klassen waren die Schülerzahlen zu gering. Für die Schüler diente sie auch als Orientierungsstufe. Mittlerweile wurden die Teilhauptschulen mit der Einführung der sechsstufigen Realschule (seit 1999) flächendeckend abgebaut.